# Крейцер, Август
Август (Жан Николя Огюст) Крейцер (фр. Auguste Kreutzer; 3 сентября 1778, Версаль — 31 августа 1832, Париж) — французский скрипач, композитор и педагог. Брат композитора Родольфа Крейцера.

## Биография
Родился 3 сентября 1778 года в Версале. Игре на скрипке обучался у старшего брата Родольфа. Когда в 1795 году была открыта Парижская консерватория, Родольф Крейцер стал в ней преподавателем, а Август — его учеником. Он унаследовал стиль игры брата, во многом отличный от манеры Байо и Роде. В 1800 году занял второе место на конкурсе скрипачей, в 1801 году — первое.
В 1798 году Август Крейцер стал скрипачом оркестра «Опера-Комик». В 1802 году перешёл в оркестр Парижской оперы, где играл вплоть до выхода на пенсию в 1823 году. Играл также в придворных оркестрах Наполеона, Людовика XVIII и Карла X (вплоть до 1830 года). В 1826 году стал преподавателем Консерватории, сменив своего брата в должности профессора игры на скрипке.
Умер 31 августа 1832 года в Париже. Похоронен на парижском кладбище Пер-Лашез. Его сын Шарль-Леон-Франсуа (1817—1868) также стал композитором и музыкальным критиком.
Август Крейцер — автор концертов, дуэтов, сонат и других сочинений для скрипки.